# 2804 Ірйо
2804 Ірйо (2804 Yrjö) — астероїд головного поясу, відкритий 19 квітня 1941 року.
Тіссеранів параметр щодо Юпітера — 3,213.
Названо на честь Ірйо Вяйсяля (фін. Yrjö Väisälä, 1891 — 1971 — фінського астронома і геодезиста, члена Фінської АН і Академії Фінляндії (1951).